# 州陵郡
州陵郡，中国秦朝的郡。

州陵郡在史书文献中没有记载，在岳麓书院秦简发现名称。
1219 号简: “廿五年五月丁亥朔壬寅，州陵守绾、丞越敢谳之 ……”
1221 号简: “五月甲辰州陵守绾、丞越、史获论 , 令癸、琐等各赎黥，癸行戍衡山郡，居三岁以当法。……”
0083 号简: “廿五年六月丙辰朔己卯，南郡假守贾报州陵守绾、丞越: 子谳求盗尸等捕秦男子治等四人”
0163 号简: “廿五年七月丙戍朔乙未，南郡假守贾报州陵守绾、丞越: 子谳荆长癸 等□, 男子治等告 □□” 
0061 号简:“……州陵守绾令癸与 □徙……”
州陵郡的地望没有定论，陳松長《岳麓書院藏秦簡中的郡名考略》根据简中州陵守的称谓认为州陵为州陵郡。陳偉《“州陵”與“江胡”——岳麓書院藏秦簡中的兩個地名小考》认为州陵只是南郡的属县。